# Chinnenahalli, Kolar
Chinnenahalli là một làng thuộc tehsil Kolar, huyện Kolar, bang Karnataka, Ấn Độ.